# Гай Марий Викторин
Вижте пояснителната страница за други личности с името Викторин.
Гай Марий Викторин Афер (Gaius Marius Victorinus; Victorinus Afer; * между 281 и 291; † след 363 г.) e граматик, реторик, неоплатонически философ и християнски учен, съвременник на императорите Константин Велики, Констанций II и Юлиан Апостат.
Роден е и до заминаването си за Рим (около 340 г.) живее и учи в Северна Африка (в земите, включени в Преторианска префектура Италия), откъдето е и прозвището му Афер. В Рим той се занимава с обучение по реторика в средите на сенатското съсловие и сам става известен оратор и е причислен към Сената. През 354 г. е удостоен със статуя на Форума на Траян (център на обществената дейност в столицата). В този период той написва много от произведенията си - върху възгледите и творчеството на различни езически мислители, като Цицерон, Аристотел и неоплатоническите философи Плотин и Порфирий, но от тях е запазена много малка част. Превежда на латински гръцките неоплатоници.
През 355 г. приема християнството и се кръщава под влиянието на известният проповедник Симплициан, впоследствие архиепископ на Медиоланум (Милано).  Като християнски писател Гай Викторин пише коментари на писмата на Апостол Павел. Написал е през 360 г. и 3 теологични химни за тринитарианското учение, което е сред основните и най-обстойно разглеждани теми в творчеството му - той е привърженик на Никейския символ на вярата. Също така е първият коментатор на латински на християнството и оказва значимо влияние върху по-късни църковни писатели, сред които Августин Блажени и Боеций. С голяма популярност се ползват и граматическите му трудове, но впоследствие му се приписва авторството и на някои чужди.
През 362 г. се отказва от официалната си длъжност на учител по реторика, макар не и от упражняването на това изкуство, като реакция срещу препоръките на император Юлиан Апостат (в писмо към т.нар. Реторски едикт, наричан и Едикт за училищата) на такива постове да не се одобряват преподаватели-християни, чиито лекции силно засягат творчеството на видни древни автори, като Омир и Вергилий, тъй като от тях не може да се очаква да имат положително отношение към идеите, залегнали в творбите им.
Умира малко след 363 г.